# Trigoniulus sericatus
Trigoniulus sericatus är en mångfotingart som beskrevs av Carl 1912. Trigoniulus sericatus ingår i släktet Trigoniulus och familjen Trigoniulidae. Inga underarter finns listade i Catalogue of Life.